# Вірменська радянська енциклопедія

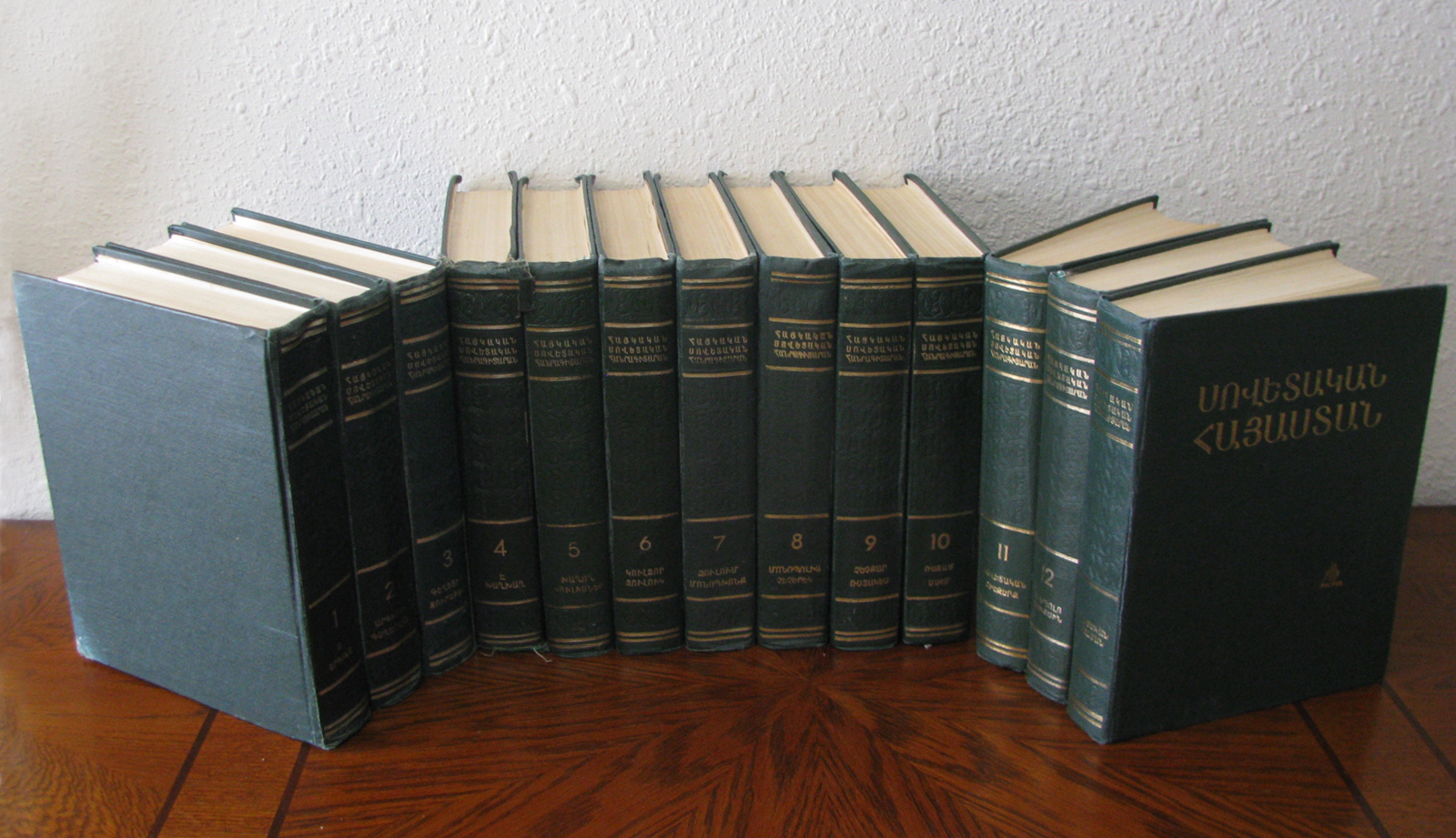
13 томів Вірменської радянської енциклопедії

Вірменська радянська енциклопедія (ВРЕ) (вірм. Հայկական սովետական հանրագիտարան; рос. Армянская советская энциклопедия) — перша радянська універсальна енциклопедія вірменською мовою з 13-ти томів. Її випускала протягом 13 років (1974—1987) Головна редакція ВРЕ. Загалом містить 38 767 статей.

## Редактори
Головою редакційної комісії ВРЕ був Віктор Амазаспович Амбарцумян, а головним редактором — Костянтин Суренович Худавердян. У 1979-1988 роках головний редактор — Макіч Ваганович Арзуманян. У 1979–1987 під його керівництвом вийшли 5—13 томи енциклопедії, а також чотири томи Дитячої вірменської енциклопедії.

## Список томів енциклопедії
Вірменська радянська енциклопедія вміщає 38 767 статей, 15 263 зображень та 858 карт.
| Том           | Рік       | Назва вірменською  | Кількість статей | Кількість сторінок | Кількість зображень | Кількість карт | Наклад    |
| ------------- | --------- | ------------------ | ---------------- | ------------------ | ------------------- | -------------- | --------- |
| 1             | 1974      | Ա-ԱՐԳԻՆԱ           | 3 442            | 720                | 1 294               | 75             | 100 000   |
| 2             | 1976      | ԱՐԳԻՇՏԻ-ԳԵՂԵՐՎԱՆ   | 3 503            | 720                | 1 798               | 75             | 100 000   |
| 3             | 1977      | ԳԵՂԵՑԻԿԸ-ԶՈՒՐԱԲՅԱՆ | 3 509            | 720                | 1 726               | 53             | 100 000   |
| 4             | 1978      | Է-ԽԱՂԽԱՂ           | 3 451            | 720                | 1 228               | 53             | 100 000   |
| 5             | 1979      | ԽԱՂՈՂ-ԿՈՒԼԻՍՆԵՐ    | 3 694            | 720                | 1 326               | 68             | 100 000   |
| 6             | 1980      | ԿՈՒԼՁՈՐ-ՁՈՒԼՈՒԿ    | 3 108            | 720                | 1 097               | 64             | 100 000   |
| 7             | 1981      | ՁՈՒԼՈՒՄ-ՄՈՆՈՊԽՈՆՔ  | 3 250            | 720                | 1 436               | 46             | 100 000   |
| 8             | 1982      | ՄՈՆՈՊՈԼԻԱ-ՉԵՉԵՐԵԿ  | 3 145            | 720                | 1 274               | 70             | 100 000   |
| 9             | 1983      | ՉԵՉՔԱՐ-ՌՍՏԱԿԵՍ     | 3 185            | 720                | 1 046               | 60             | 100 000   |
| 10            | 1984      | ՌՍՏԱՄ-ՍՍՀՄ         | 2 009            | 736                | 1 065               | 61             | 100 000   |
| 11            | 1985      | ՍՈՎԵՏԱԿԱՆ-ՏԻԵԶԵՐՔ  | 2 970            | 720                | 958                 | 67             | 100 000   |
| 12            | 1986      | ՏԻԵՊՈԼՈ-ՖՈՒՔՍԻՆ    | 3 501            | 752                | 1 015               | 96             | 100 000   |
| Всього (1-12) | 1974—1986 | Ա-ՖՈւՔՍԻՆ          | 38 767           | 8 688              | 15 263              | 858            | 1 200 000 |
| 13            | 1987      | ՍՈՎԵՏԱԿԱՆ ՀԱՅԱՍՏԱՆ |                  |                    |                     |                |           |